# Klainedoxa
Klainedoxa là một chi thực vật có hoa trong họ Irvingiaceae.

## Loài
Chi Klainedoxa gồm các loài: